# London Records
La London Records è una casa discografica con sede nel Regno Unito, che originariamente distribuiva i propri dischi negli Stati Uniti, in Canada e in America Latina dal 1947 al 1979, ed in seguito è diventata un'etichetta semi indipendente.

## Storia
La casa discografica è nata come filiale britannica della Decca Records. La Decca tuttavia fu rilevata nel 1979 dalla PolyGram, ed a sua volta la Polygram nel 1998 fu acquisita dalla Universal Music Group. In quel momento però la London Records era già semi-indipendente all'interno del gruppo PolyGram, e di proprietà di Roger Ames. Quando Ames entrò a far parte del Consiglio di amministrazione della Warner Music Group, il catalogo della London Records divenne di proprietà della Warner.
Molti importanti artisti della scena della musica rock degli anni sessanta-settanta sono stati pubblicati proprio dalla London Records, come Bill Haley, Carl Perkins, Eddie Cochran, Chuck Berry, Roy Orbison, Billy Vaughn, Pat Boone, Ricky Nelson, Little Eva e molti altri.

## Artisti della London Records
Qui di seguito una lista dei maggiori artisti che sono stati sotto contratto con la London Records.
- East 17
- The Yes/No People (Stomp)
- Voice Of The Beehive
- New Order
- Kaliphz
- Michaela Strachan
- Kenny Baker
- The High
- Hard Rain
- Junior Giscombe
- Michelle Shocked
- No Sweat
- Perfect Day[1]
- Glen Medeiros
- Jimmy Somerville
  - Bronski Beat
  - The Communards
- Banderas
- Then Jerico
- Zucchero Fornaciari
- All Saints
  - Shaznay Lewis
  - Mel Blatt
- Sugababes
  - Siobhán Donaghy
- His Latest Flame
- A
- Holly Valance
- Dannii Minogue